# Conophyma lobulatum
Conophyma lobulatum är en insektsart som beskrevs av Leo L. Mishchenko 1950. Conophyma lobulatum ingår i släktet Conophyma och familjen Dericorythidae.

## Underarter
Arten delas in i följande underarter:
- C. l. lobulatum
- C. l. firmum